# 张抗美 (1952年)
张抗美（1952年4月—2020年2月14日），女性，籍贯湖北武汉，1968年参加工作，2002年退休，生前在武汉市硚口区宝丰街社区卫生服务中心执业。其知名于主动报名参与了2019冠状病毒病武汉市疫情的防治工作，并在该服务中心发热诊室负责发热病人分流工作，但因此感染2019冠状病毒病去世。逝世後获得烈士、“全国卫生健康系统新冠肺炎疫情防控工作先进个人”及全国三八红旗手称号。